# 納塔萊斯
51°44′S 72°31′W / 51.733°S 72.517°W

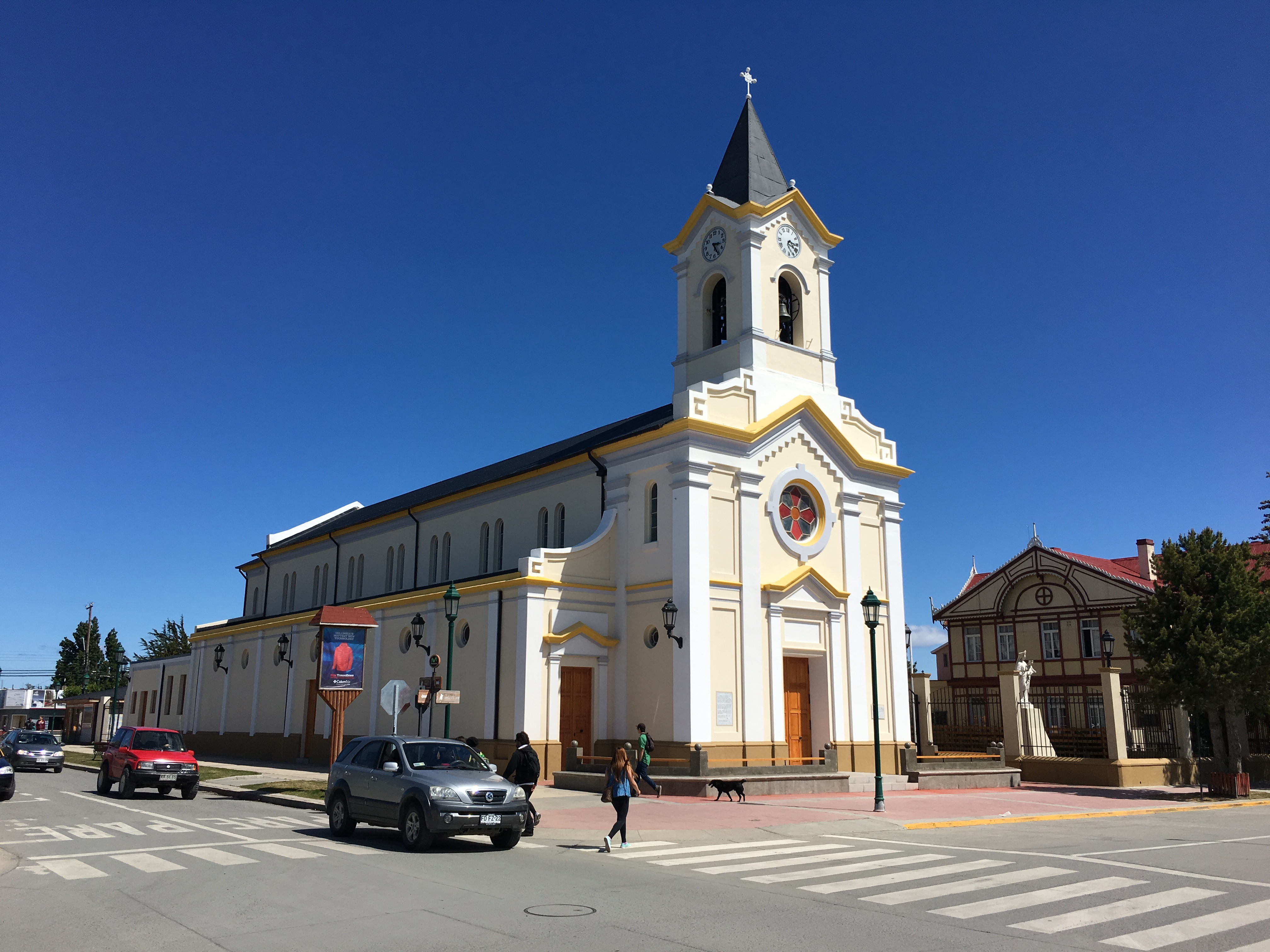

納塔萊斯（西班牙語：Natales），是智利的城鎮，位於該國南部麥哲倫-智利南極大區的烏爾蒂馬埃斯佩蘭薩省，始建於1927年12月30日，面積48,974.2平方公里，海拔高度3米，2002年人口19,116人，人口密度每平方公里0.39人。